# Martin-Luther-Kirche (Ermenrod)

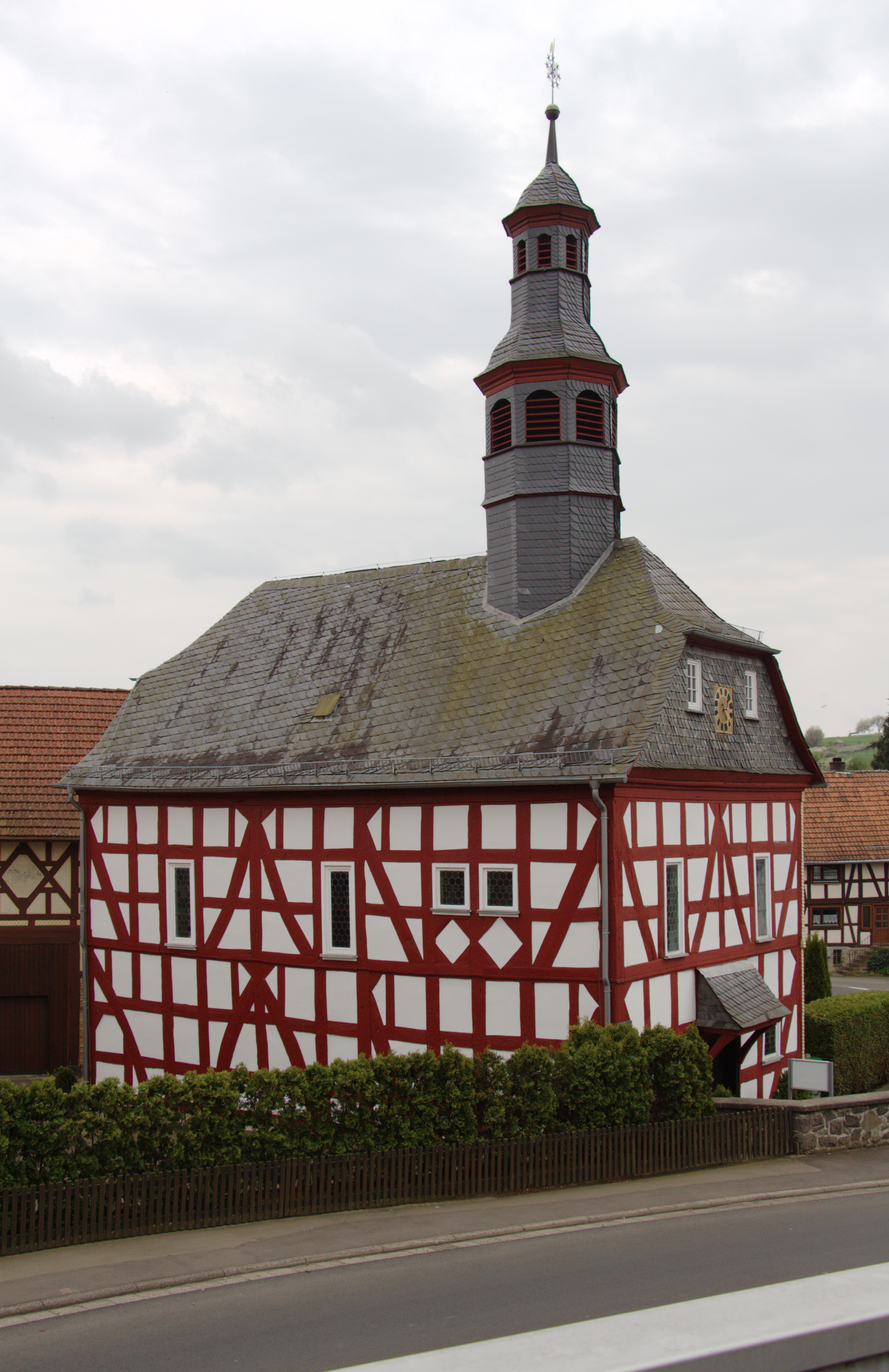
Martin-Luther-Kirche

Die Martin-Luther-Kirche ist ein denkmalgeschütztes Kirchengebäude in Ermenrod, einem Ortsteil der Gemeinde Feldatal im Vogelsbergkreis (Hessen). Die Kirchengemeinde gehört zum Dekanat Vogelsberg in der Propstei Oberhessen der Evangelischen Kirche in Hessen und Nassau.

## Beschreibung
Die barocke Fachwerkkirche wurde 1735 erbaut, nachdem der Vorgängerbau wegen Baufälligkeit abgerissen werden musste. Bereits 1776 folgten umfangreiche Erhaltungsarbeiten.

### Äußere Gestalt
Das Kirchenschiff ist mit einem Krüppelwalmdach bedeckt, aus dem sich im Westen ein schiefergedeckter Dachreiter erhebt. Hinter seinen Klangarkaden befindet sich der Glockenstuhl, in dem zwei Kirchenglocken hängen, die eine wurde 1921, die andere 1954 gegossen. Im Giebel über dem Portal befindet sich das Zifferblatt der Turmuhr. Bedeckt ist der Dachreiter mit einer glockenförmigen Haube, auf der eine Laterne sitzt. 

### Der Innenraum
Prächtig zeigt sich die Kanzel, eine farbige, filigrane, reich geschnitzte Barockkanzel von 1708, die noch aus dem Vorgängerbau stammt und vom Lauterbacher Baumeister Andreas Wahl geschaffen wurde. Sie zeigt die Christusfigur und vier Evangelistenfiguren. Die Kanzel steht auf einer gedrehten, dunkelgrünen Säule. Darüber befindet sich der Kanzeldeckel mit weißer Taube und vergoldetem Strahlenkranz. Zwei südseitige Fenster zeigen Darstellungen Martin Luthers und Johannes Calvins. Bei einer Renovierung Anfang der 1960er Jahre wurden die obere Empore und der Chorbogen entfernt. Dreiseitige Emporen bestehen heute. Die 1887 von Adam Eifert geschaffene Orgel wurde durch eine von E. F. Walcker & Cie. ersetzt.